# Rio Upper Iowa

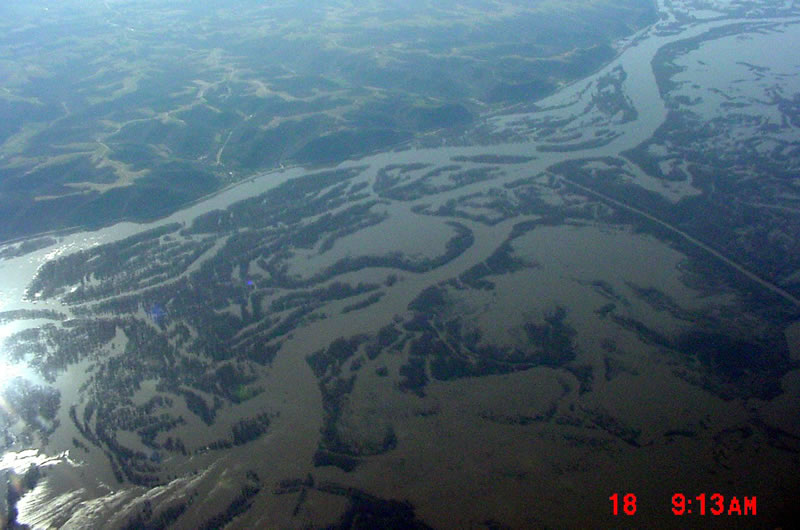
imagens do Rio Upper Iowa

O Rio Upper Iowa é um rio dos Estados Unidos afluente do Rio Mississippi, localizado no estado de Iowa.